# Titanoeca deltshevi
Espèce
Titanoeca deltshevi est une espèce d'araignées aranéomorphes de la famille des Titanoecidae.

## Distribution
Cette espèce est endémique de Bulgarie.

## Description
Le mâle holotype mesure 3,6 mm et la femelle paratype 4,05 mm.

## Étymologie
Cette espèce est nommée en l'honneur de Christo Deltshev.

## Publication originale
- Naumova, 2019 : Description of Titanoeca deltshevi sp. n. from Bulgaria with faunistic notes on related species in the Balkans (Araneae, Titanoecidae). Zootaxa, no 4688(3), p. 420-430.